# Рудка-Козинская
Ру́дка-Кози́нская (укр. Рудка-Козинська) — село в Рожищенской городской общине Луцкого района Волынской области Украины.
До 2020 года входило в Рожищенский район.
Код КОАТУУ — 0724585601. Население по переписи 2001 года составляет 752 человека. Почтовый индекс — 45141. Телефонный код — 3368. Занимает площадь 0,236 км².